# Långaedets naturreservat
Långaedets naturreservat är ett naturreservat i Strängnäs kommun i Södermanlands län.
Området är naturskyddat sedan 2018 och är 171 hektar stort. Reservatet omfattar södra delen av Nedre Marviken med omgivande terräng i dalsidorna. Där terrängen består av mager hällmarkstallskog och bördiga granskogar.